# Fransart
Fransart ist eine nordfranzösische Gemeinde mit 162 Einwohnern (Stand 1. Januar 2022) im Département Somme in der Region Hauts-de-France. Die Gemeinde liegt im Arrondissement Péronne, gehört zum Kanton Moreuil und ist Teil der Communauté de communes Terre de Picardie.

## Geographie
Die Gemeinde liegt rund 10 km nördlich von Roye an der Départementsstraße D161. Sie erstreckt sich im Osten bis zur stillgelegten Bahnstrecke von Chaulnes nach Roye.

## Geschichte
Fransart erhielt als Auszeichnung das Croix de guerre 1914–1918.

## Einwohner
| 1962 | 1968 | 1975 | 1982 | 1990 | 1999 | 2006 | 2010 | 2020 |
| ---- | ---- | ---- | ---- | ---- | ---- | ---- | ---- | ---- |
| 122  | 117  | 90   | 106  | 116  | 121  | 137  | 150  | 159  |

## Verwaltung
Bürgermeister (maire) ist seit 2001 Raymond Lanvin.

## Sehenswürdigkeiten
- Schloss mit Park
- Kapelle Sainte Philomène